# Hers-Mort
Der Hers-Mort (auch einfach Hers genannt) ist ein Fluss in Frankreich, der in der Region Okzitanien verläuft. Er entspringt in der Landschaft Lauragais, im Gemeindegebiet von Laurac und entwässert generell in nordwestlicher Richtung. Bei Villefranche-de-Lauragais unterquert er die Autoroute des Deux Mers und den Canal du Midi, folgt diesen in einem weitgehend begradigten Verlauf und schlägt einen Bogen durch die Vorstädte östlich und nördlich von Toulouse. Der Fluss mündet nach rund 89 Kilometern bei Grenade, nach neuerlicher Unterquerung der Autobahn, sowie des Canal latéral à la Garonne, als rechter Nebenfluss in die Garonne.
Auf seinem Weg durchquert der Hers-Mort die Départements Aude und Haute-Garonne.

## Orte am Fluss
- Fonters-du-Razès
- Payra-sur-l’Hers
- Salles-sur-l’Hers
- Saint-Michel-de-Lanès
- Villefranche-de-Lauragais
- Baziège
- Labège
- Toulouse
- Balma
- L’Union
- Aucamville
- Saint-Alban
- Bruguières
- Saint-Jory